# Ліноза
Ліноза (італ. Linosa, сиц. Linusa) — невеликий італійський вулканічний острів у Середземному морі, у 160 км від Сицилії і у 160 км від Тунісу. Входить у склад Пелагських островів. Адміністративно належить до провінції Агрідженто області Сицилія. Площа — 5,43 км². Висота над рівнем моря — 195 м. Населення — 433 людини (2001). Основні заняття: сільське господарство, риболовство, туризм.
На острові відбуваються події фільму-призера Венеційського кінофестивалю «Материк», що розповідає про долю родини рибалок і нелегальної еміграції.